# Festival Internacional de Cine de San Sebastián 1986
La 34.ª edición del Festival Internacional de Cine de San Sebastián se celebró entre el 17 y el 26 de septiembre de 1986. El Festival tenía la máxima categoría A (festival competitivo no especializado) de la FIAPF.
En 1986 se inauguró la sala gigante del Velódromo de Anoeta con capacidad para 3.000 personas y una pantalla de 400 metros cuadrados, para ofrecer popularidad y espectáculo. Se inauguró con la película Salvador de Oliver Stone.
En esta edición, dentro de la política de captar estrellas para relanzar el festival, se creó el Premio Donostia, para rendir homenaje en profesionales del cine que se han convertido en mitos del cine gracias a su talento.

## Desarrollo
Se inauguró el 17 de septiembre por el lehendakari José Antonio Ardanza, el ministro de Cultura Javier Solana y el director general del ICAA Fernando Méndez-Leite con la proyección de El viaje a ninguna parte en la sección oficial y Hannah y sus hermanas en la Zabaltegi. A última hora se cayó del cartel la película italiana y también se anunció que no podía asistir al festival la actriz Maruschka Detmers, protagonista de Il diavolo in corpo, que tampoco participó al final en el festival. El día 18 se proyectaron El imperio de la fortuna y Sid and Nancy de la sección oficial y De två saliga en la Zabaltegi. También se anunció la ausencia de la actriz Gene Tierney, aunque sí que asistió Sergio Leone. El día 19 se exhibieron 27 horas por la mañana, Greed por la noche en versión íntegra acompañada por orquesta dirigida por Carl Davis, en la sección oficial, y 37°2 le matin (estrenada como Betty Blue) en la Zabaltegi. El día 20 se proyectaron Fouetté y Hombre mirando al sudeste de la sección oficial, y Werther y Stammheim en las Zabaltegis.
El día 21 se mostraron La mitad del cielo y Lady Jane de la sección oficial. Ese día se celebró una maratón cinematográfica en el Velódromo de Anoeta bajo el nombre Todos al cine, donde se proyectaron sucessivamente La casa del monstruo de Cisco Bermejo Miranda, Matinée de Jaime Humberto Hermosilla, Antarctica de Koreyoshi Kurahara, Salvador de Oliver Stone y Los principiantes de Julien Temple. También visitó el festival Ursula Andress. El 22 se proyectaron Cortocircuito y Wohin und zurück - Teil 3: Welcome in Vienna de la sección oficial, Die Generale de Zabaltegi, y Justine de la retrospectiva "Los chicos de la foto". El 23 se ehibieron Ningen no yakusoku y Francesca è mia en la sección oficial, Tras el cristal en la Zabaltegi y Désordre y Krysař en la de Nuevos Realizadores. El día 24 A nagy generáció y Mia toso makrini apoussia. El día 25 se proyectaron Terciopelo azul y Hard Traveling. La proyección de Inspector Lavardin quedó interrumpida porque dos jóvenes secuestraron dos rollos de la película en el marco de una campaña de Gestoras Pro Amnistía de boicot a intereses franceses. El día 26 se proyectó Srećna nova '49 y se entregaron los premios. estuvo presene Gregory Peck, primer Premio Donostia y Ali McGraw. El Festival fue clausurado con la proyección de Aliens.

## Jurados
Jurado de la Sección Oficial
- Pilar Miró
- Mario Benedetti
- Roy Boulting
- Paul Leduc
- Pedro Olea
- Julien Temple
- Rod Webb

## Películas

### Sección Oficial
Las 17 películas siguientes compitieron para el premio de la Concha de Oro a la mejor película:
| Título en España                        | Título original                              | Director(es)                        | País        |
| --------------------------------------- | -------------------------------------------- | ----------------------------------- | ----------- |
| 27 horas                                | 27 horas                                     | Montxo Armendáriz                   | España      |
| The Great Generation                    | A nagy generáció                             | Ferenc András                       | Hungría     |
| El imperio de la fortuna                | El imperio de la fortuna                     | Arturo Ripstein                     | México      |
| El viaje a ninguna parte                | El viaje a ninguna parte                     | Fernando Fernán-Gómez               | España      |
| Fuete                                   | Fuete                                        | Boris Yermolayev y Vladimir Vasilev | Finlandia   |
| Francesca è mia                         | Francesca è mia                              | Roberto Russo                       | Italia      |
| Hard Traveling                          | Hard Traveling                               | Dan Bessie                          | EE. UU.     |
| Hombre mirando al sudeste               | Hombre mirando al sudeste                    | Eliseo Subiela                      | Argentina   |
| Inspector Lavardin                      | Inspecteur Lavardin                          | Claude Chabrol                      | Francia     |
| La mitad del cielo                      | La mitad del cielo                           | Manuel Gutiérrez Aragón             | España      |
| Lady Jane                               | Lady Jane                                    | Trevor Nunn                         | Reino Unido |
| Mia toso makrini apoussia               | Mia toso makrini apoussia                    | Stavros Tsiolis                     | Grecia      |
| La promesa                              | Ningen no yakusoku                           | Yoshishige Yoshida                  | Japón       |
| Curtcircuit                             | Short Circuit                                | John Badham                         | EE.UU.      |
| Sid and Nancy                           | Sid and Nancy                                | Alex Cox                            | Reino Unido |
| Happy New Year                          | Srećna nova '49.                             | Stole Popov                         | Yugoslavia  |
| Welcome in Vienna 3 : Welcome in Vienna | Wohin und zurück - Teil 3: Welcome in Vienna | Axel Corti                          | Austria     |

### Fuera de competición
Las películas siguientes fueron seleccionadas para ser exhibidas fuera de competición: 
| Título en España | Título original | Director(es)       | País   |
| ---------------- | --------------- | ------------------ | ------ |
| Aliens           | Aliens          | James Cameron      | EE.UU. |
| Terciopelo azul  | Blue Velvet     | David Lynch        | EE.UU. |
| Duelo al sol     | Duel in the Sun | King Vidor         | EE.UU. |
| Avaricia         | Greed           | Erich von Stroheim | EE.UU. |

### Otras secciones oficiales

#### Zabaltegi[19]
| Título en España                                    | Título original                                     | Director(es)                         | País        |
| --------------------------------------------------- | --------------------------------------------------- | ------------------------------------ | ----------- |
| Una habitación con vistas                           | A Room With a View                                  | James Ivory                          | Reino Unido |
| Los elegidos                                        | De två saliga                                       | Ingmar Bergman                       | Suecia      |
| Die Generale                                        | Die Generale                                        | Walter Heynowski y Gerhard Scheumann | Austria     |
| El potro chusmero                                   | El potro chusmero                                   | Luis Alfredo Sánchez                 | Colombia    |
| Hannah y sus hermanas                               | Hannah and Her Sisters                              | Woody Allen                          | EE.UU.      |
| I ragazzi di Torino sognano Tokyo e vanno a Berlino | I ragazzi di Torino sognano Tokyo e vanno a Berlino | Vincenzo Badolisani                  | Italia      |
| El apicultor                                        | O Melissokomos                                      | Theo Angelópulos                     | Grecia      |
| Adiós a Matiora                                     | 'Proshchanie                                        | Elem Klimov                          | URSS        |
| Stammheim, el proceso                               | Stammheim - Die Baader-Meinhof-Gruppe vor Gericht   | Reinhard Hauff                       | RFA         |
| Tras el cristal                                     | Tras el cristal                                     | Agustí Villaronga                    | España      |
| Werther                                             | Werther                                             | Pilar Miró                           | España      |
| Un romance despiadado                               | Jestoki romans                                      | Eldar Ryazanov                       | URSS        |

#### Zabaltegi-Nuevos realizadores[20]
| Título en España          | Título original                | Director(es)                     | País           |
| ------------------------- | ------------------------------ | -------------------------------- | -------------- |
| 37°2 le matin             | 37°2 le matin                  | Jean-Jacques Beineix             | Francia        |
| Crna Marija               | Crna Marija                    | Milan Živković                   | Yugoslavia     |
| Congo Express             | Congo Express                  | Luk Gubbels y Armand De Hesselle | Bélgica        |
| Desorden                  | Désordre                       | Olivier Assayas                  | Francia        |
| A Quiet Death             | Enas isichos thanatos          | Frieda Liappa                    | Grecia         |
| Rufufú... 20 años después | I soliti ignoti vent'anni dopo | Amanzio Todini                   | Italia         |
| El flautista de Hamelín   | Krysař                         | Jiří Barta                       | Checoslovaquia |
| Lamb                      | Lamb                           | Colin Gregg                      | Reino Unido    |
| Malabrigo                 | Malabrigo                      | Alberto Durant                   | Perú           |
| O Homem da Capa Preta     | O Homem da Capa Preta          | Sérgio Rezende                   | Brasil         |
| Miradas en la despedida   | Parting Glances                | Bill Sherwood                    | EE.UU.         |
| Perros de la noche        | Perros de la noche             | Teo Kofman                       | Argentina      |
| Repórter X                | Repórter X                     | José Nascimiento                 | Portugal       |
| The Riverbed              | The Riverbed                   | Rachel Reichman                  | Países Bajos   |
| Visszaszámlálás           | Visszaszámlálás                | Pál Erdőss                       | Hungría        |

#### Retrospectivas
Las retrospectivas de este año fueron dos:  una de homenaje a la actriz Luise Rainer, y la otra con nomnbre Los chicos de la foto, que toma su nombre de una foto muy difundida hecha en casa de George Cukor en homenaje a Luis Buñuel y en la que aparecían Robert Wise, Alfred Hitchcock, George Stevens, Robert Mulligan, John Ford, William Wyler y Rouben Mamoulian.

## Palmarés

### Premios oficiales
Ganadores de la Sección Oficial del 36º Festival Internacional de Cine de San Sebastián de 1986:
- Concha de Oro: La mitad del cielo de Manuel Gutiérrez Aragón
- Concha de Oro (cortometraje): A Espera, de Maurício Farias y Luiz Fernando Carvalho
- Concha de Plata
  - La promesa de Yoshishige Yoshida
  - 27 horas de Montxo Armendáriz
- Concha de Plata al mejor Director: Axel Corti por Welcome in Vienna 3 : Welcome in Vienna
- Concha de Plata a la mejor Actriz: Ángela Molina, por La mitad del cielo
- Concha de Plata al mejor Actor: Ernesto Gómez Cruz por El imperio de la fortuna
- Premio Banco de Vitoria a los Nuevos Realizadores (45.000 dólares):  
  - Hombre mirando al sudeste de Eliseo Subiela
  - A Quiet Death de Frieda Liappa
- Premio Donostia: Gregory Peck
- Premio OCIC: Hombre mirando al sudeste de Eliseo Subiela
- Premio FIPRESCI: La promesa de Yoshishige Yoshida